# Федерация футбола Бурунди
Федерация футбола Бурунди — организация, осуществляющая контроль и управление футболом в Бурунди. Штаб-квартира находится в Бужумбуре. Основана в 1948 году. Членство в ФИФА получила в 1972 году.